# Peter Chukwu
Peter Nworie Chukwu (ur. 5 listopada 1965 w Ededeagu Umuezekohohu) – nigeryjski duchowny katolicki, biskup Abakaliki od 2021.

## Życiorys

### Prezbiterat
Święcenia kapłańskie przyjął 3 lipca 1993 i został inkardynowany do diecezji Abakaliki. Pracował głównie jako duszpasterz parafialny (w latach 2000–2010 w amerykańskiej diecezji Grand Rapids), był też m.in. wicerektorem niższego seminarium (1993) oraz wykładowcą Ebonyi State University (2011–2021).

### Episkopat
6 lipca 2021 papież Franciszek mianował go biskupem diecezji Abakaliki. Sakry udzielił mu 19 sierpnia 2021 nuncjusz apostolski w Nigerii – arcybiskup Antonio Filipazzi.